# Georges François Ouégnin
Ne doit pas être confondu avec Georges Armand Ouégnin.
 (septembre 2012).
Georges François Ouégnin, né le 13 juin 1934, est un haut fonctionnaire et ambassadeur ivoirien d'origine ivoiro/ arménienne. Repéré par le président Félix Houphouët-Boigny, il a été l'inamovible directeur du protocole de la présidence ivoirienne durant près de quarante ans sans discontinuer, de 1962 à 2001.

## Etudes
Georges Ouégnin est titulaire d'un diplôme de la capacité en droit.

## Famille
Georges Ouégnin est le fils de François Adon Maurice Ouégnin, un fils de planteurs né à Moossou, près de Grand-Bassam, aux environs de 1905, et d'une mère arménienne. Ayant ouvert son cabinet d’huissier de justice à Abidjan, l'homme est député de Grand-Bassam de 1960 à 1980. François Ouégnin a eu treize enfants avec différentes épouses.
Georges Ouégnin s'est marié avec Jacqueline Biley en 1967 et ils ont eu 5 enfants : Stéphane, Georges-Emmanuel, Marie-Isabelle, Jacques-Philippe et Yasmina.
Yasmina est une des étoiles montantes du Parti démocratique de Côte d'Ivoire (PDCI) qui occupe le siège de députée de Cocody depuis 2011.
Parmi les douze frères et sœurs de Georges Ouégini, on compte Roger Ouégnin, avocat et président de l’ASEC Mimosas, le principal club de football de Côte d'Ivoire, depuis 1989, Francis Ouégnin, le frère aîné, est un homme d'affaires et le président-délégué du club, Jean-Jacques Ouégnin, général de l’armée de l’air qui a été chef de l'armée de l'air de 2011 à 2017 et Georges-Armand Ouégnin, chirurgien urologue de formation, devenu un des collaborateurs de Laurent Gbagbo, vice-président de l’Assemblée nationale et député de Yopougon depuis 2021.

## Directeur du protocole d’État
Avant l'indépendance, Georges Ouégnin est cadre responsable du contentieux chez Renault en Côte d’Ivoire.
Georges Ouégnin se fait remarquer en participant à l'organisation de la cérémonie d'indépendance de la Côte d'Ivoire en 1960, à laquelle assistèrent plusieurs grandes figures du monde.
Georges Ouégnin rencontre le président Félix Houphouët-Boigny pour la première fois en décembre 1960. Celui-ci cherche un interprète en anglais dans le cadre de la visite du Premier ministre nigérian à Yamoussoukro. Le lendemain de Noël, le ministère des Affaires étrangères ivoirien peine à trouver cet interprète. Le député M’Bahia Blé Kouadio contacte alors Georges Ouégnin, âgé de 26 ans. Georges finit par accepter la mission et se rend à Yamoussoukro. Le président Houphouët se montre très satisfait de son travail et annonce lors du dîner d'honneur qu'il serait le premier ambassadeur de Côte d'Ivoire à Lagos. Finalement, il décide de l’embaucher à la présidence. Le 13 janvier 1961, il est nommé directeur du protocole de la présidence.
Pendant trente ans, il a suivi le chef de l'Etat « comme son ombre » et était réputé avoir sa confiance totale, ce qui l'autorisait parfois à traiter les ministres comme des « écoliers », leur demandant parfois de rentrer chez eux pour s'habiller de façon appropriée pour une réception.
Il a également fini par nouer des relations étroites avec certains dirigeants étrangers de l'époque. Il a été notamment très proche de Jacques Foccart, secrétaire général à la présidence de la République pour les affaires africaines et malgaches. Celui-ci a ainsi été le tuteur de deux de ses fils, Stéphane et Georges-Emmanuel, durant leur collège en pension à Pontoise.
Georges Ouégnin a aussi pu servir d'émissaire secret au président Houphouët-Boigny.
Après la mort du président Houphouët-Boigny, il poursuivra son rôle sous Henri Konan Bédié, puis Robert Gueï et enfin quelque mois sous Laurent Gbagbo avant de partir à la retraite, début 2001.

## Fondateur du cabinet de lobbying GEO7
Georges Ouégnin a créé une structure de lobbying, GEO7, de consultation et de plaidoyer pour fournir une assistance immédiate aux États qui en font la demande, mais aussi aux élites africaines qui ont hâte de conquérir le marché mondial mais manquent d’expérience au niveau du leadership mondiale pour y parvenir.
Il signe son retour en 2011, en se mettant au service du président actuel, Alassane Ouattara.

## Divers
Georges Ouégnin est un fanatique de fitness et d'arts martiaux. Il est ceinture noire septième dan kukkiwon de taekwondo en 2021, qui lui a été remise par le grand maître Kim Young Tae, le Coréen qui a introduit le taekwondo en Côte d’Ivoire.
Passionné de football, il est président d’honneur du club de football ivoirien ASEC Mimosas.
Il a été le premier président de la Fédération de basket-ball en Côte d’Ivoire. Il a été membre de la première équipe dirigeante de la Fédération ivoirienne de tennis (Fit).

## Distinctions honorifiques
- Côte d’Ivoire : grand-croix de l’ordre du mérite, grand officier de l’ordre national
- France : grand officier de la légion d’honneur, grand officier de l’ordre du mérite
- Colombie : grand-croix
- Argentine : grand-croix
- Allemagne : commandeur
- Belgique : commandeur
- Espagne : commandeur
- Royaume-Uni : commandeur
- Pays-Bas : commandeur
- Italie : commandeur
- Liban : grand officier
- Norvège : grand officier
- Portugal : commandeur
- Mauritanie : officier
- Maroc : commandeur
- Sénégal : commandeur
- Burkina Faso : officier
- Togo : officier
- Cameroun : commandeur
- République du Congo : commandeur
- République démocratique du Congo : commandeur
- République centrafricaine : commandeur
- Tchad : commandeur
- Gabon : commandeur
- Éthiopie : commandeur
- Madagascar : officier
- Liberia : grand-croix

## Galerie

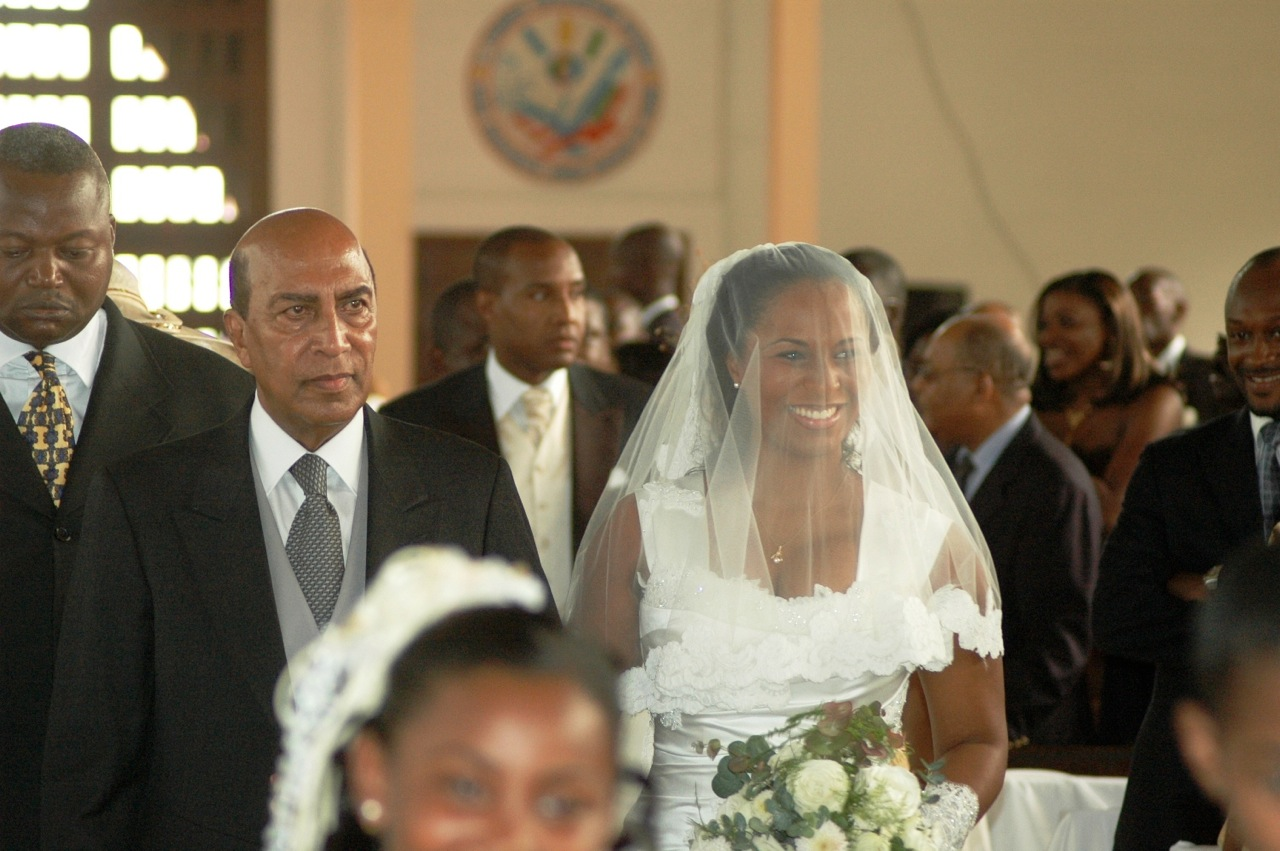
Au mariage de sa fille
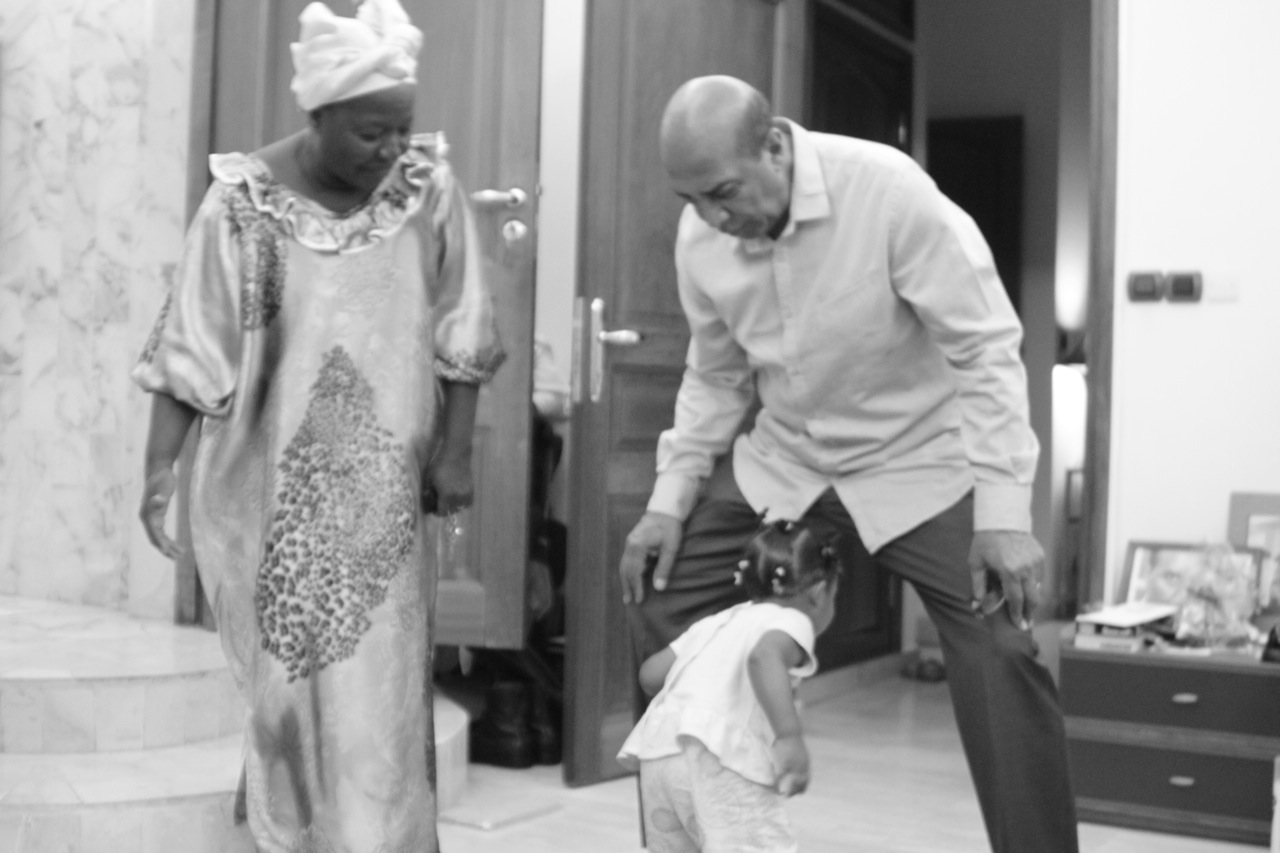
En famille
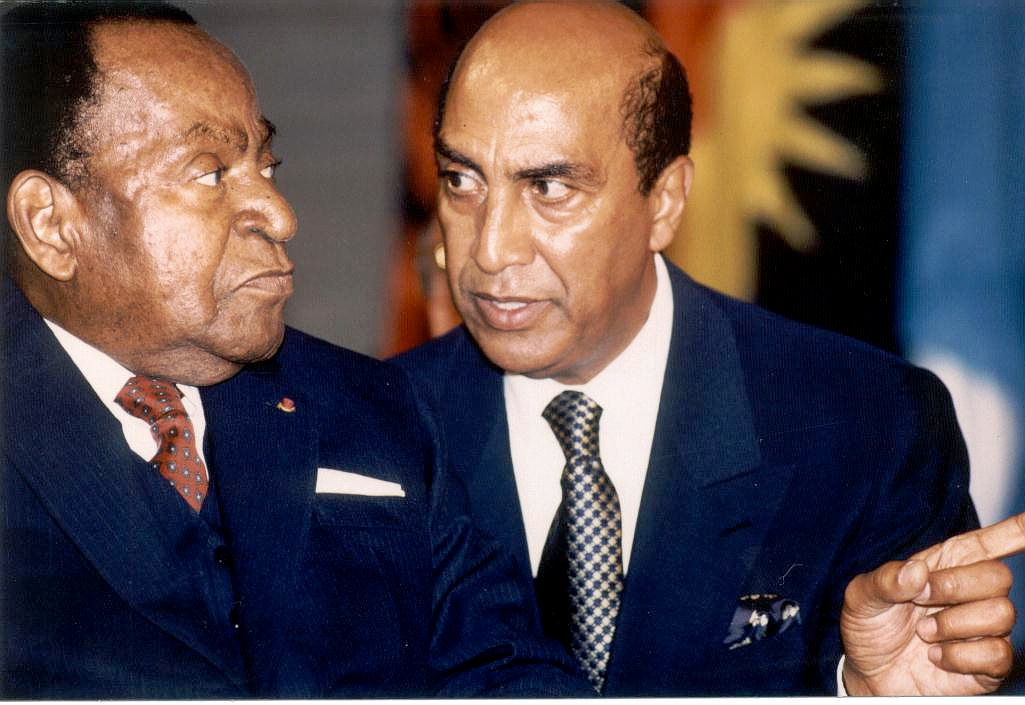
Avec le président FHB
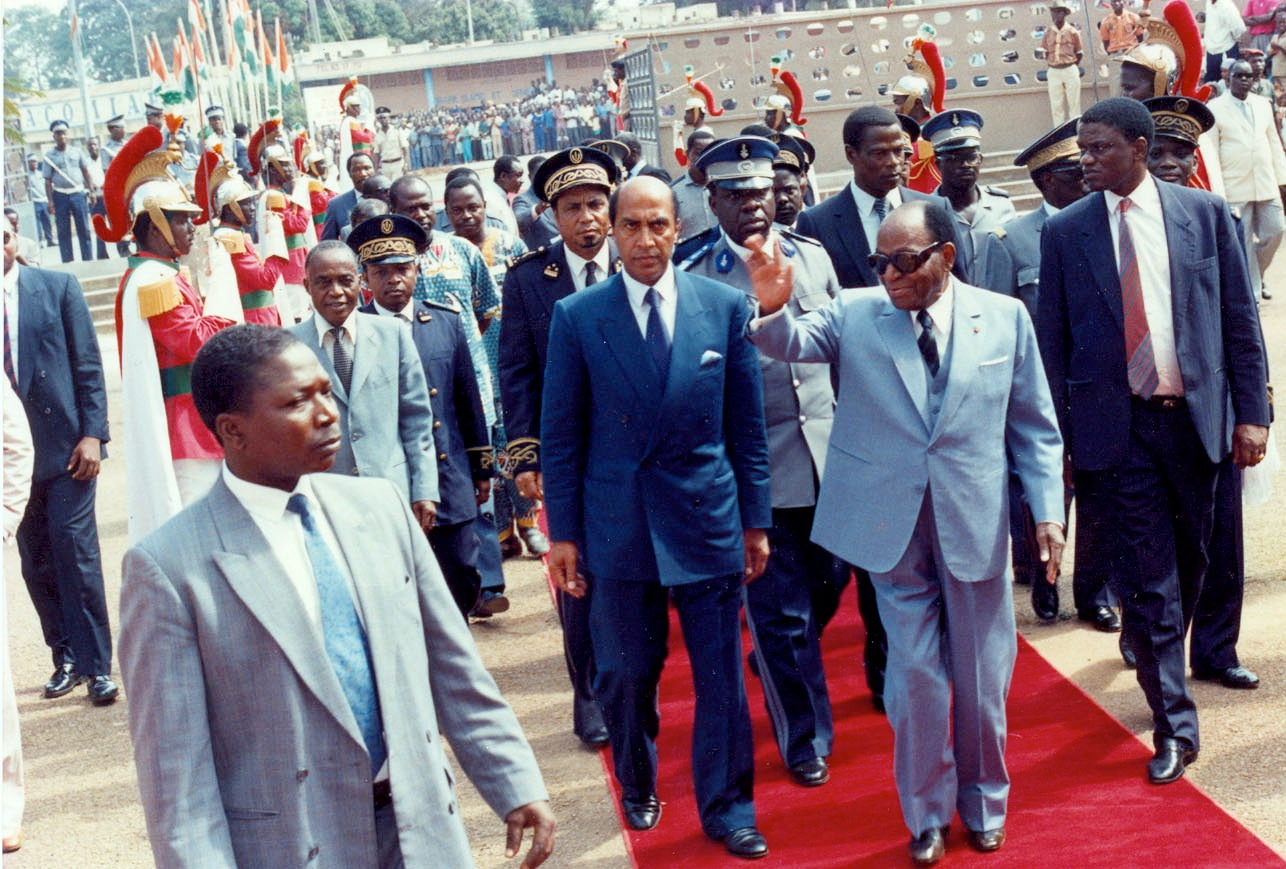
Avec le président FHB
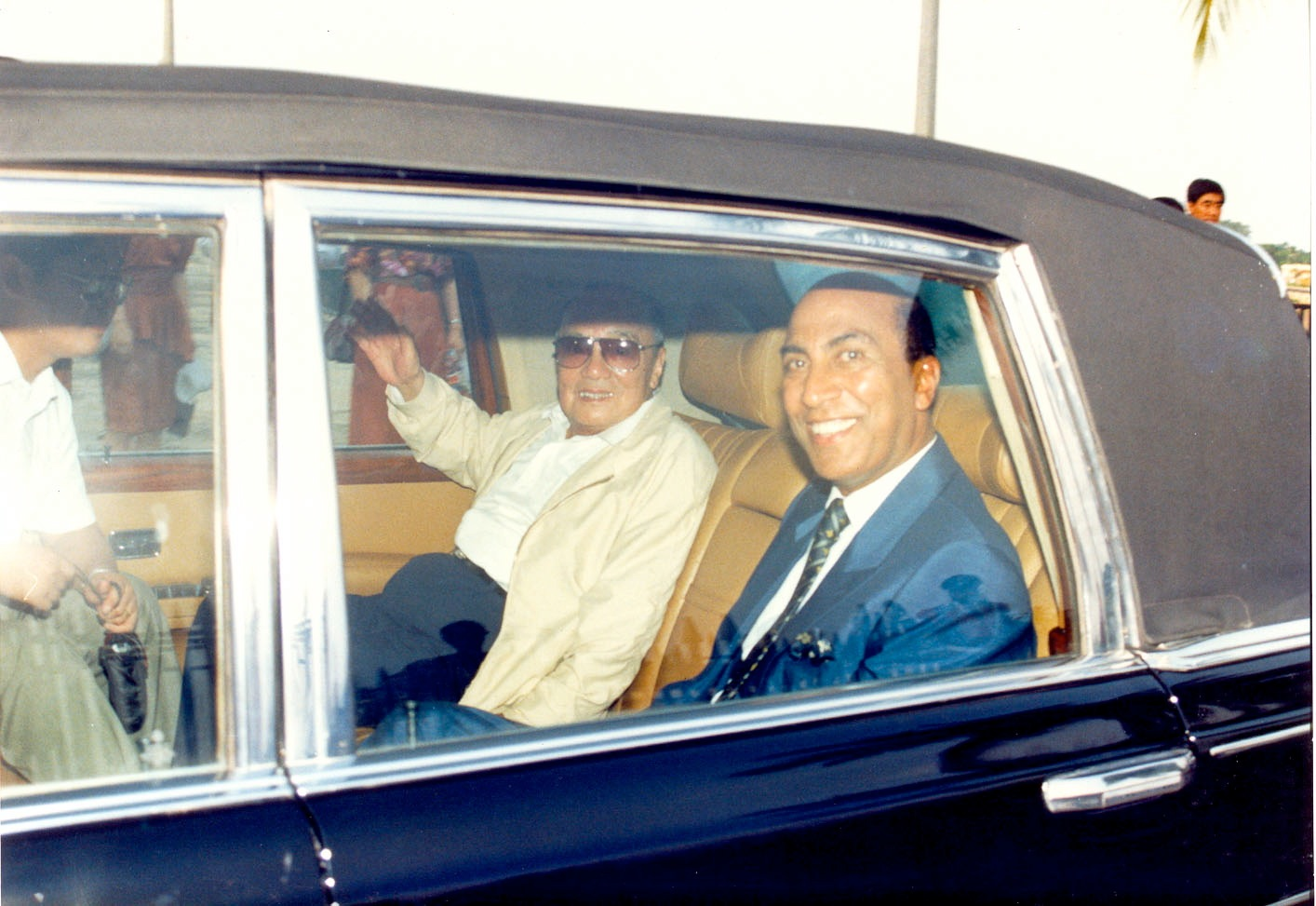
Dans ses fonctions

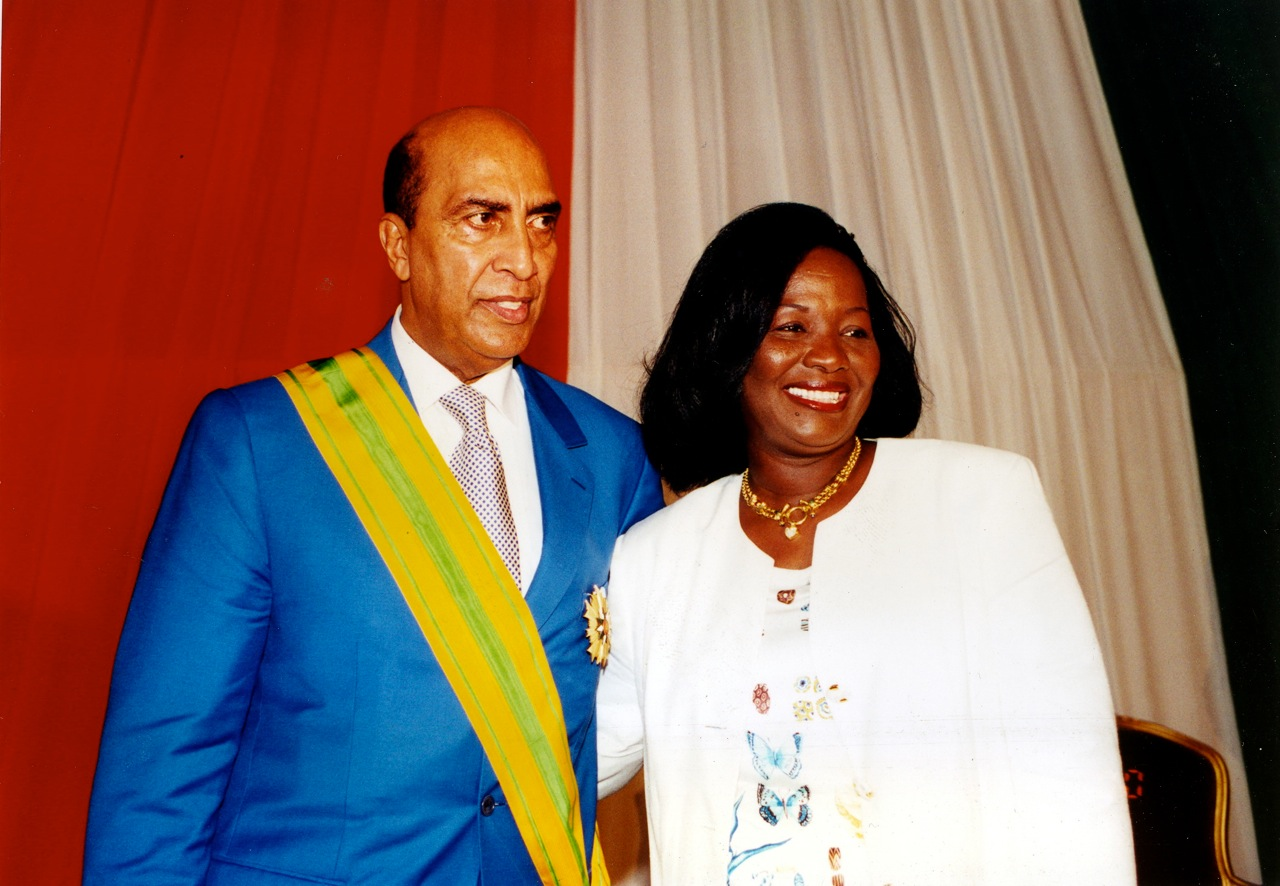
Avec son épouse
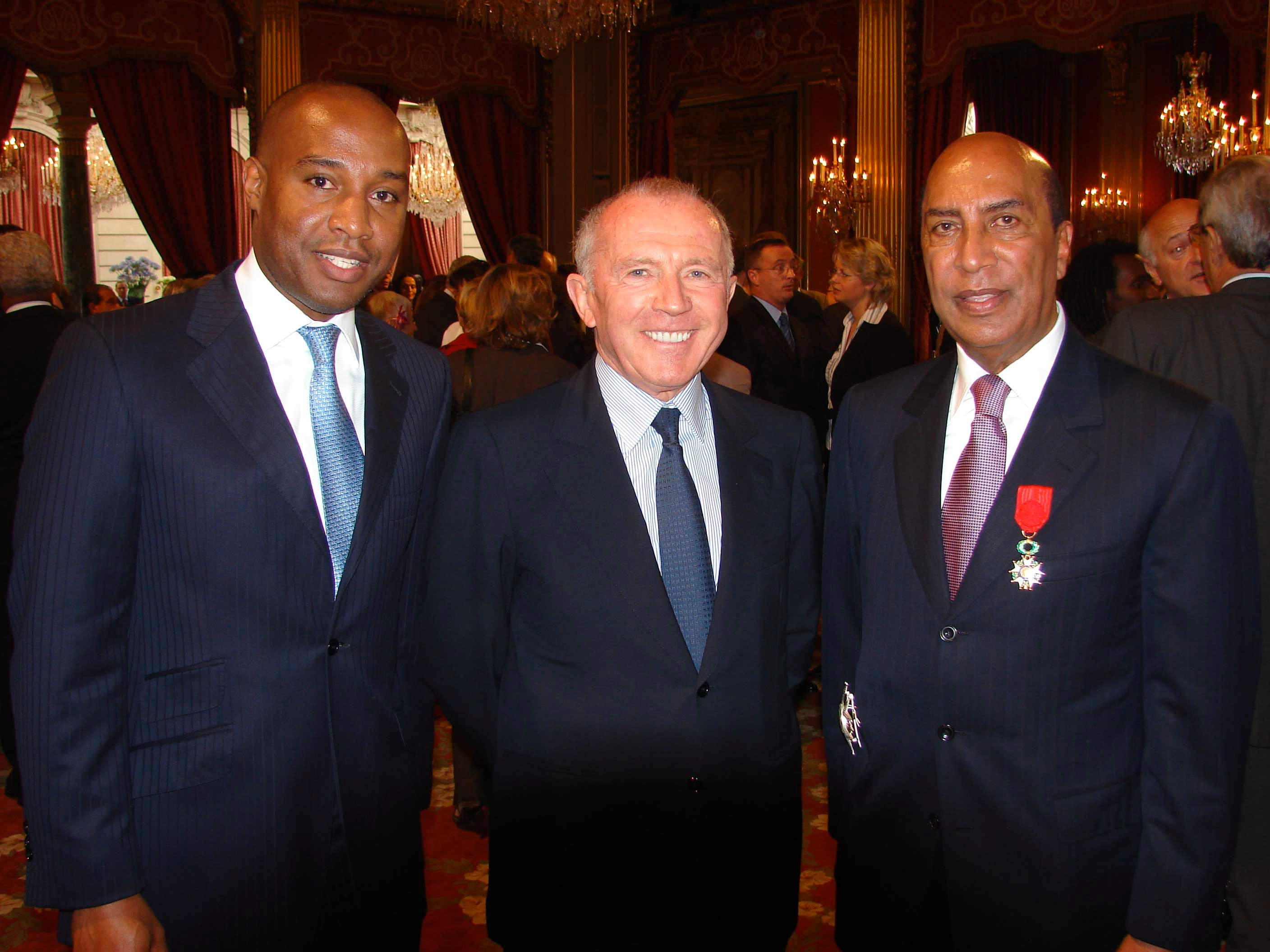
Avec son fils Stéphane et le milliardaire Bernard Arnaud
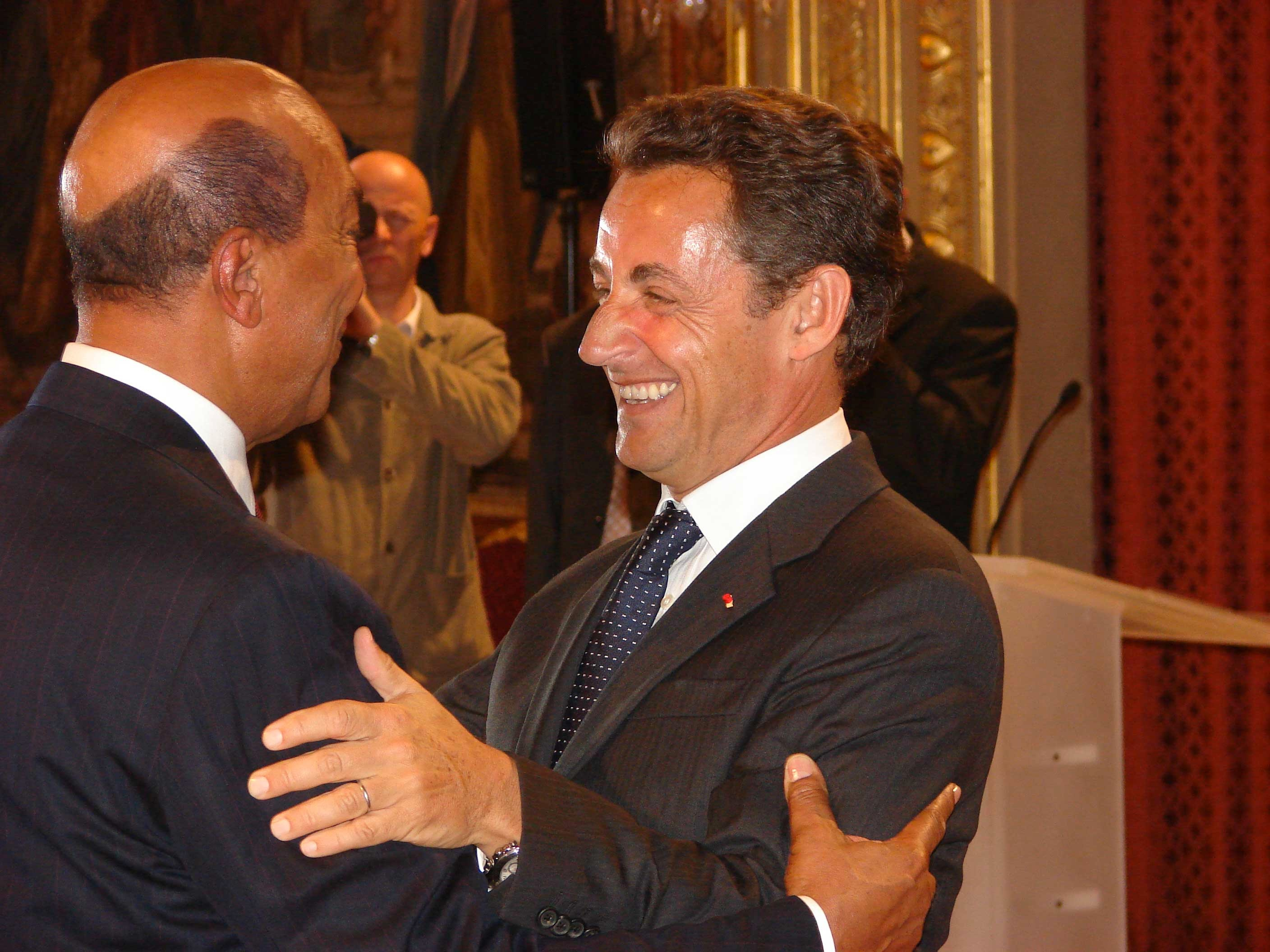
Avec le président Sarkozy
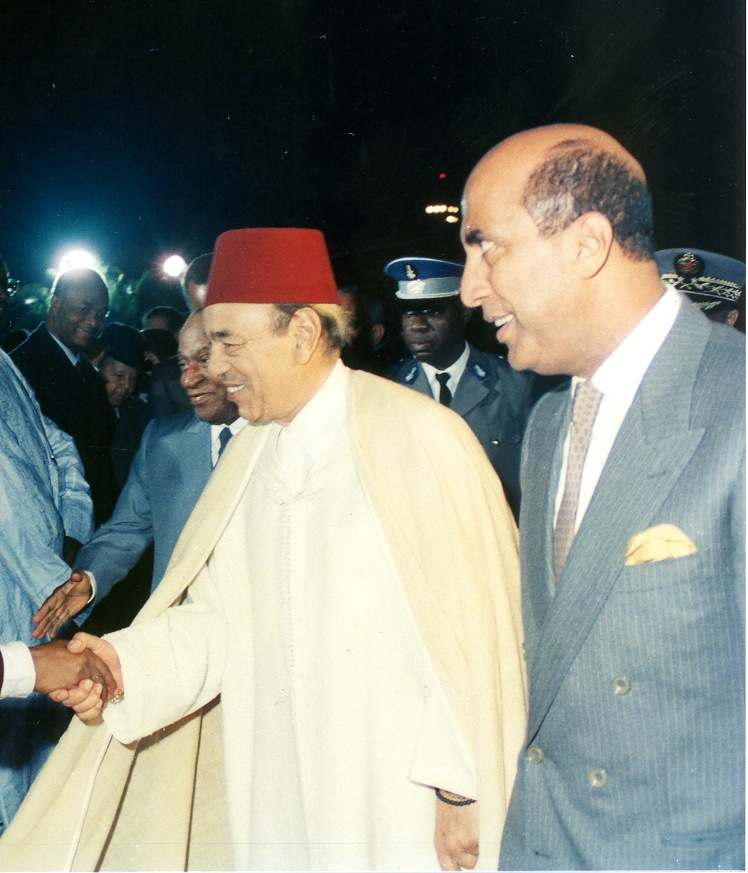
Avec le roi du Maroc
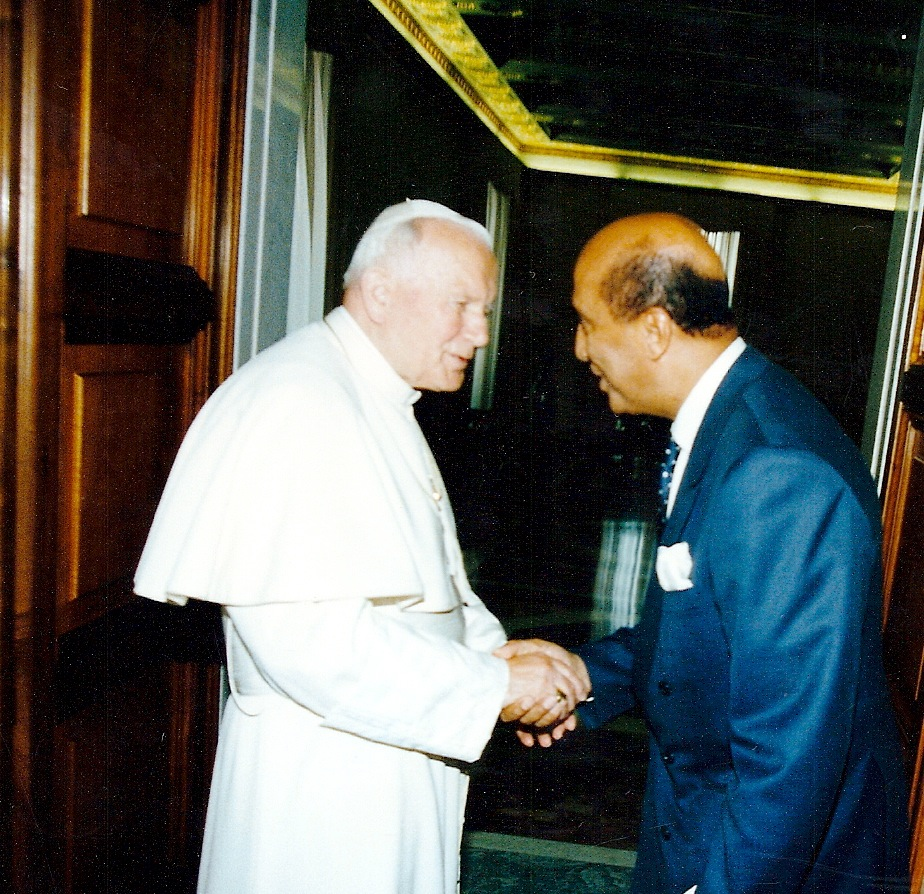
Avec le pape Jean-Paul II

## Sources
- http://www.geo-7.com/pages_en/decoration.php
- Article d'Howard French, dans New York Times, publié le 2 septembre 1996.